# 春日一伸
春日 一伸（かすが かずのぶ、1965年5月19日 - ）は、日本の男性音響監督。フリー。

## 来歴・人物
父親は同じく音響監督の春日正伸。海外作品の吹き替え演出や、テレビアニメの音響監督を手がけている。また後進の育成にも力を注いでいる。
趣味は野球や料理。
キャリア初期は父親の正伸のアシスタント、引き継ぎも多かった。後に正伸が吹き替え演出した『ゼブラ軍団』が2011年にDVD化のため録り直すことになり、その際には一伸が起用された。
『しまじろうシリーズ』では、番組スタートから2019年まで25年以上に渡り、音響監督を担当した。
また『X-ファイルシリーズ』のソフト版でも長年演出を手がけ、後に「さすがに（20年以上も続く作品になると）思いませんでしたね」と語っている。

## 主な参加作品

### 日本語吹替演出

#### 映画
- ゼブラ軍団（ソフト版）
- ソードフィッシュ（ソフト版）
- ダブルチーム（テレビ朝日版）
- デイ・オブ・ザ・デッド（ソフト版）
- 肉の鑞人形
- ノッキン・オン・ヘブンズ・ドア
- ビルとテッドの地獄旅行（テレビ東京版）
- ラストマン・スタンディング（ソフト版）
- バトルランナー(DVD版)
- ディープ・シー20000(VHS版)
- ディープ・ストーム
- アレックス・ストレンジラブ
- スパイダー・ボーイ ゴキブリンの逆襲
- アーク 失われたマヤの財宝
- 奴らに深き眠りを
- 山猫は眠らない2 狙撃手の掟
- 山猫は眠らない3 決別の照準
- 誘拐犯
- 夢翔る人/色情男女
- ボールを奪え パスを出せ／FCバルセロナ最強の証
- イルマーレ
- ヴァーチャル・シャドー 幻影特攻
- ヴァニシング・チェイス
- ウィットネス
- ウィンブルドン
- ソルジャー・ドッグス
- ゾルタン★星人
- ゾンビ（DVD版）

#### テレビドラマ
- ジャック・ライアン
- X-ファイル（ソフト版）
- パワーレンジャー※第48話まで[7]
- ブラック・サマー: Zネーション外伝

#### 海外アニメ
- 賢者の旅〜The Wise Kings Journey〜
- ゴジラ ザ・シリーズ
- ザ・シンプソンズ（シーズン2 - 5）
- ぞうのババール
- レノンとグルコ 〜ふたりはサイコー!〜
- メカアマト

### テレビアニメ
1993年
- しましまとらのしまじろう

2005年
- ぼくは はちぞう

2006年
- 白い犬のジェイク ジェイク空へ!

2008年
- はっけん たいけん だいすき! しまじろう

2010年
- しまじろう ヘソカ

2012年
- しまじろうのわお! ※2019年まで